# Moorwatha
Moorwatha är en ort i Australien. Den ligger i kommunen Corowa Shire och delstaten New South Wales, i den sydöstra delen av landet, omkring 470 kilometer sydväst om delstatshuvudstaden Sydney. Orten hade 60 invånare år 2021.